# Chaoyang (köping i Kina, Heilongjiang, lat 45,63, long 126,66)
Chaoyang (kinesiska: 朝阳, 朝阳镇) är en köping i Kina. Den ligger i provinsen Heilongjiang, i den nordöstra delen av landet, omkring 13 kilometer söder om provinshuvudstaden Harbin.
Genomsnittlig årsnederbörd är 721 millimeter. Den regnigaste månaden är juli, med i genomsnitt 169 mm nederbörd, och den torraste är januari, med 6 mm nederbörd.